# Georg Lukács
Georg Lukács of György Lukács (Boedapest, 13 april 1885 - aldaar, 4 juni 1971) was een Hongaarse marxistische filosoof en literatuurcriticus van Joodse komaf.
Hij wordt gezien als de grondlegger van het westerse marxisme. Hij heeft veel bijgedragen aan de vernieuwing van marxistische filosofie en theorie. Hij was ten tijde van de Hongaarse Radenrepubliek korte tijd minister van Cultuur in 1919. Een van zijn bekendste leerlingen is de Spaans-Catalaanse filosoof Manuel Sacristán Luzón (1925-85).
- Bibsys: 90051156
- Biblioteca Nacional de Chile: 000086106
- Biblioteca Nacional de España: XX986561
- Bibliothèque nationale de France: cb11913616t (data)
- Catàleg d'autoritats de noms i títols de Catalunya: 981058518387106706
- CiNii: DA00422431
- Digitale Bibliotheek voor de Nederlandse Letteren: luka002
- Gemeinsame Normdatei: 11857518X
- International Standard Name Identifier: 0000 0001 2130 9398
- Library of Congress Control Number: n79018637
- Nationale Bibliotheek van Letland: 000034759
- Bibliotheek van het Japanse parlement: 00448187
- Nationale Bibliotheek van Tsjechië: jn19990210391
- Nationale bibliotheek van Australië: 36177805
- Nationale Bibliotheek van Israël: 987007264591105171
- Nationale Bibliotheek van Polen: a0000001180593
- Nationale en Universitaire bibliotheek Zagreb: 000002156
- Nederlandse Thesaurus van Auteursnamen: 068386834
- Réseau des bibliothèques de Suisse occidentale: 02-A006405308
- RKD-Nederlands Instituut voor Kunstgeschiedenis: 507755
- Istituto Centrale per il Catalogo Unico: CFIV006929
- LIBRIS: 194170
- SNAC: w6np2x0j
- Système universitaire de documentation: 026997797
- Trove: 1224681
- Virtual International Authority File: 46764285
- WorldCat: E39PBJm9d6CpFXCPxXwDJ7rrMP